# Hess (bok)
Hess är en roman av den svenske författaren P.O. Enquist, utgiven 29 augusti 1966 hos Norstedts.
Romanen handlar om den nazistiska politikern Rudolf Hess (1894-1987).